# 山城坪遗址
山城坪遗址，位于中国青海省民和回族土族自治县芦草乡铁家村，为青海省市县级文物保护单位，公布日期为1987年4月16日，类型为古遗址。
山城坪遗址的历史年代为唐汪式。